# Eugène Galien-Laloue
Eugène Gallien Laloue dit Eugène Galien-Laloue, est un peintre et graveur français né à Montmartre le 11 décembre 1854 et mort à Chérence le 18 avril 1941.
Il est célèbre pour ses paysages urbains parisiens.
Afin de contourner son contrat d'exclusivité avec son marchand, il usa des pseudonymes suivants : Léon Dupuy, Eugène Dupuy, Juliany, Eugène Galiany, Jacques Liévin, Eugène Lemaitre, Maurice Lenoir, Dumoutier et A. Languinais.

## Biographie
Son père, le peintre décorateur de théâtre Charles Laloue, épouse Marie Eudoxie Lambert à Paris aux Batignolles le 29 décembre 1853. Eugène Gallien Laloue naît le 11 décembre de l'année suivante à Montmartre, rue Léonie. Il est baptisé au mois de janvier suivant dans la paroisse Saint-Pierre de Montmartre.
Il est l'élève de Léon Germain Pelouse (1838-1891), peintre de l'École de Barbizon, dont il subit une influence mais sans en faire partie.
Après le décès de son père en 1870, il doit quitter l’école pour chercher du travail, étant l'aîné d'une famille de neuf garçons. Sa mère le place chez un notaire. Trichant sur son âge, il s'engage pour faire la Guerre de 1870. En 1874, il habite rue de Clignancourt, il est recruté par la Société française des chemins de fer pour dessiner le tracé des voies de Paris vers les gares de province ; il en profite pour peindre les paysages avoisinants, puis les quartiers de Paris, dont il produit un nombre considérable de gouaches, en prenant soin de respecter le tracé de la perspective des immeubles. Il varie la tonalité du ciel, l'aspect des arbres et de l'éclairage en fonction des saisons en animant les lieux de personnages, affectionnant particulièrement les effets de trottoirs mouillés sous la pluie ou la neige. Son œuvre est aussi étroitement liée aux paysages de villages de la campagne francilienne. En 1874, il séjourne à Fontainebleau où il peint des couchers et levers du soleil, ainsi que des scènes de basses-cours, des cours de ferme à Samois-sur-Seine, en compagnie de Charles Jacque et de Léon Dupuy, artiste qui ne fera pas de carrière, mais dont Eugène Galien-Laloue reprendra le nom comme pseudonyme, lui donnant une seconde vie pour le faire connaître des milieux artistiques. Sur la Butte Montmartre, il peint La Foire de Montmartre, place Pigalle, ainsi que le chantier du Sacré-Cœur.
En 1879, il épouse Flore Bardin (1861-1887) qui lui donne un fils le 3 juillet 1880, qu'ils prénomment Fernand. En 1892, il épouse en secondes noces la sœur de sa première femme, Ernestine Bardin, qui lui donne une fille, Flore Marie Agnès, le 4 février 1893. Cette même année, il travaille au Bateau-Lavoir, mais sa nature solitaire ne s'accorde pas à ce lieu. À la déclaration de la Première Guerre mondiale, il n'est pas mobilisé du fait de son engagement volontaire en 1870 et de son âge, mais il fit de très nombreux dessins, aquarelles des scènes militaires en 1914. Sa fille quitte le domicile paternel après son mariage en 1919. Ernestine Bardin meurt en 1925. Il se marie alors avec la troisième sœur de ses épouses précédentes, Claire Bardin, en 1930. De nouveau veuf en 1933, il emménage chez sa fille Flore en 1935. En 1940 il part en exode à Bordeaux, ne pouvant plus peindre à cause d'une fracture au bras.
Il a peint des paysages de Normandie, de Seine-et-Marne, de Marseille, d'Italie et de Venise. La production picturale de cet artiste, sous son nom ou sous pseudonyme, fut pléthorique, et son succès commercial attira des imitateurs dont les pastiches sont courants sur le marché de l'art.
Il possède deux ateliers à Montmartre : l'un au 4 rue Ravignan en 1877, et le second au 24 rue Houdon où il travaille en 1886. En 1906 il s'installe à Fontainebleau.

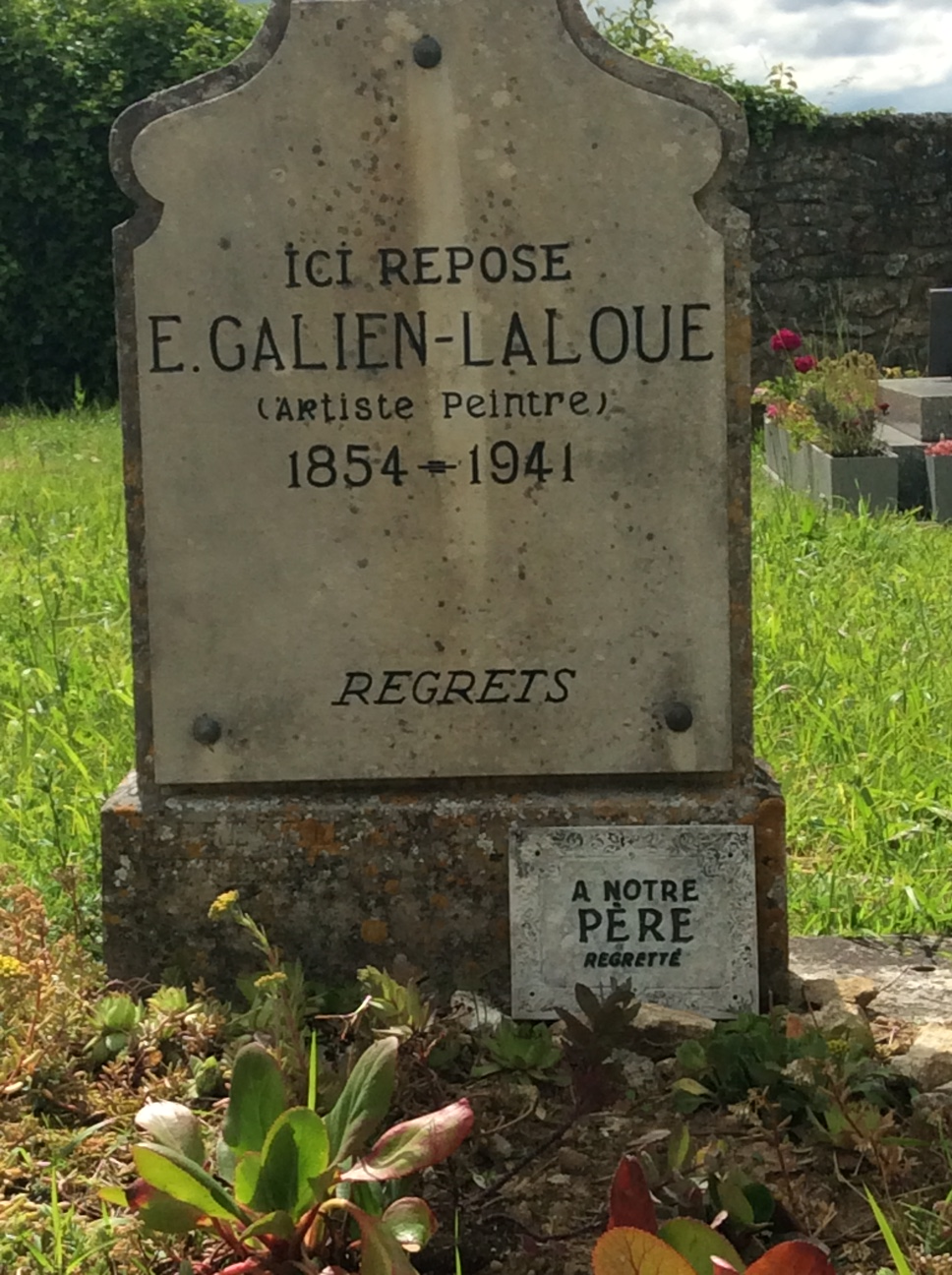
Tombe d'Eugène Galien-Laloue sur le cimetière de Chérence

Il meurt le 18 avril 1941 dans la maison de campagne de sa fille, à Chérence (Val-d'Oise), et est inhumé dans le cimetière communal.

## Salons
- Salon des artistes français :
  - 1877 : deux tableaux dont En Normandie, et deux gouaches ;
  - 1878 : deux peintures ;
  - 1879 : deux peintures ;
  - 1887 : Les Bords du Loing, gouache ;
  - 1889 : Bernay ; Bords de la Meuse, gouaches ;
  - 1904 : Le Boulevard de Bonne-Nouvelle ;
  - 1905 : La Porte Saint-Denis ;
  - 1906 : Place Pigalle ;
  - 1907 : Boulevard Magenta ; Église Saint-Médard ;
  - 1908 : Boulevard de la Madeleine ; Boulevard Bonne-Nouvelle ;
  - 1909 : Place de la Bastille ; Porte Saint-Martin ;
  - 1911 : Quai de l'hôtel de ville ;
  - 1914 : Marché aux fleurs à la Madeleine.

## Expositions
- 1876 : musée des Beaux-Arts de Reims (Quai aux Fleurs, sous la neige).
- 1882 : exposition à Reims.
- 1907 : Saint-Quentin et Angers.
- 1908 : Angers et Toulon.
- 1909 : Angers, Saint-Quentin, Le Havre et Le Mans.
- 1910 : exposition Paris Moderne (Le Théâtre du Châtelet ; Le Quai aux Fleurs).
- 1911 : Angers et Roubaix.
- 1912 : Angers, Bordeaux, Orléans, Saint-Quentin, Versailles, Roubaix et Saint-Étienne.
- 1913 : Monte-Carlo, Hautecœur , Nogent-sur-Marne, Genève et Orléans.
- 1914 : Versailles, Le Puy, Saint-Quentin et Dijon.

## Œuvres dans les collections publiques
États-Unis
- Huntington (Virginie-Occidentale), Huntington Museum of Art.

France
Paris, Musée Carnavalet : "L'église Saint-Augustin sous la neige". 
- Auvers-sur-Oise, musée Daubigny
- La Rochelle, musée des Beaux-Arts.
- Louviers, musée de Louviers.
- Mulhouse, musée des Beaux-Arts.
- Reims, musée des Beaux-Arts.

Œuvres non localisées attribuées à Eugène Galien-Laloue
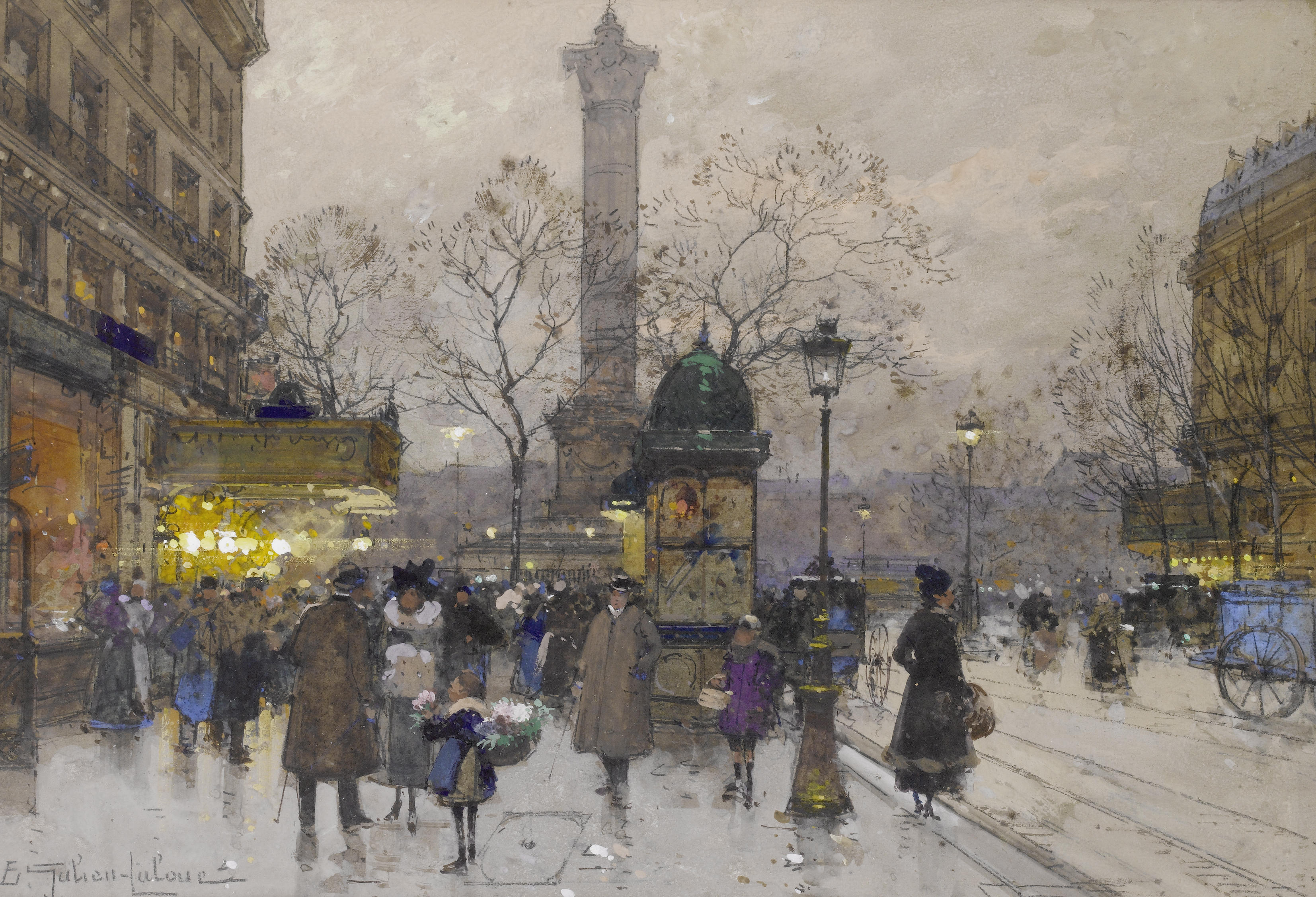
Place de la Bastille
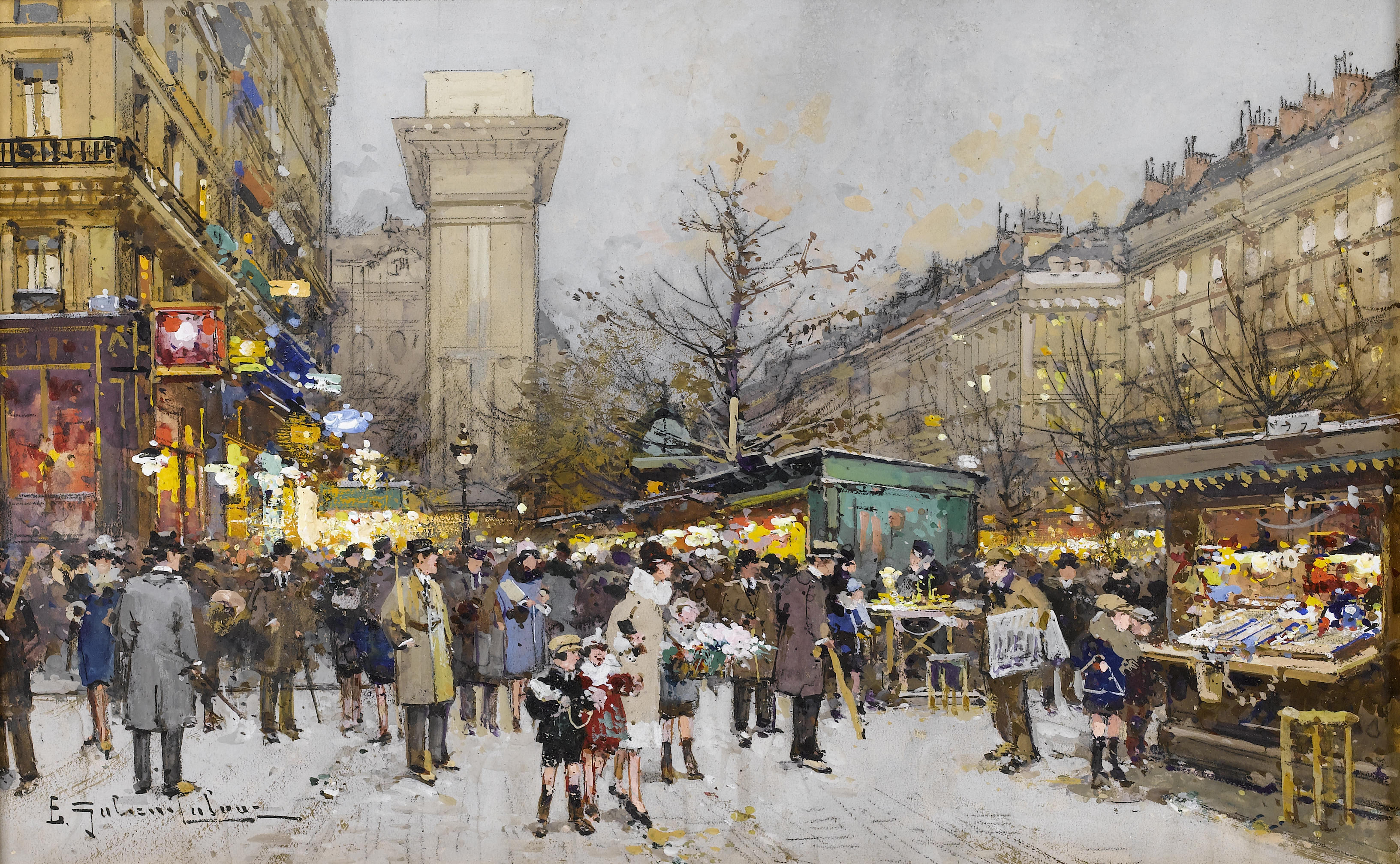
Porte Saint-Denis
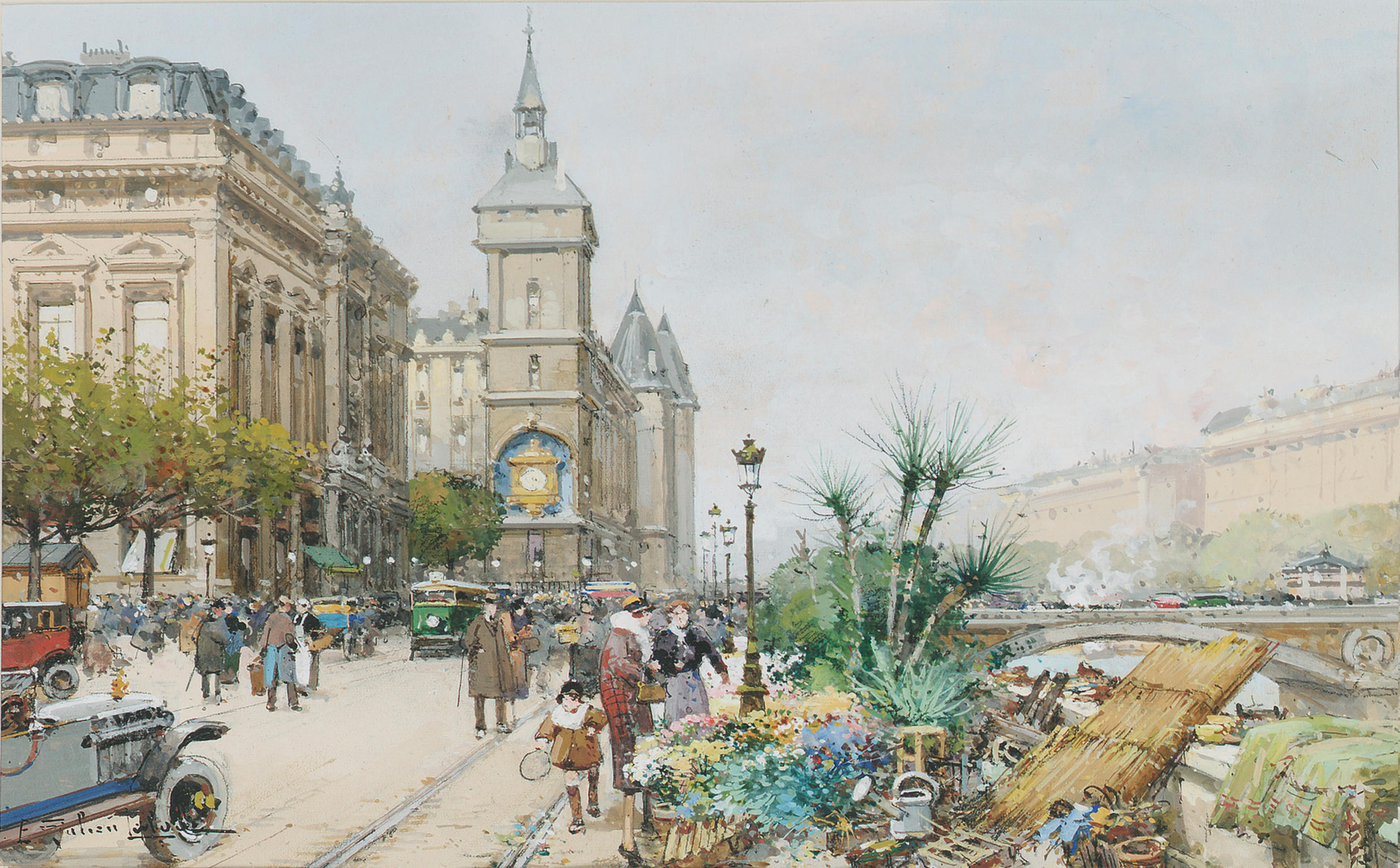
Quai de l'Horloge
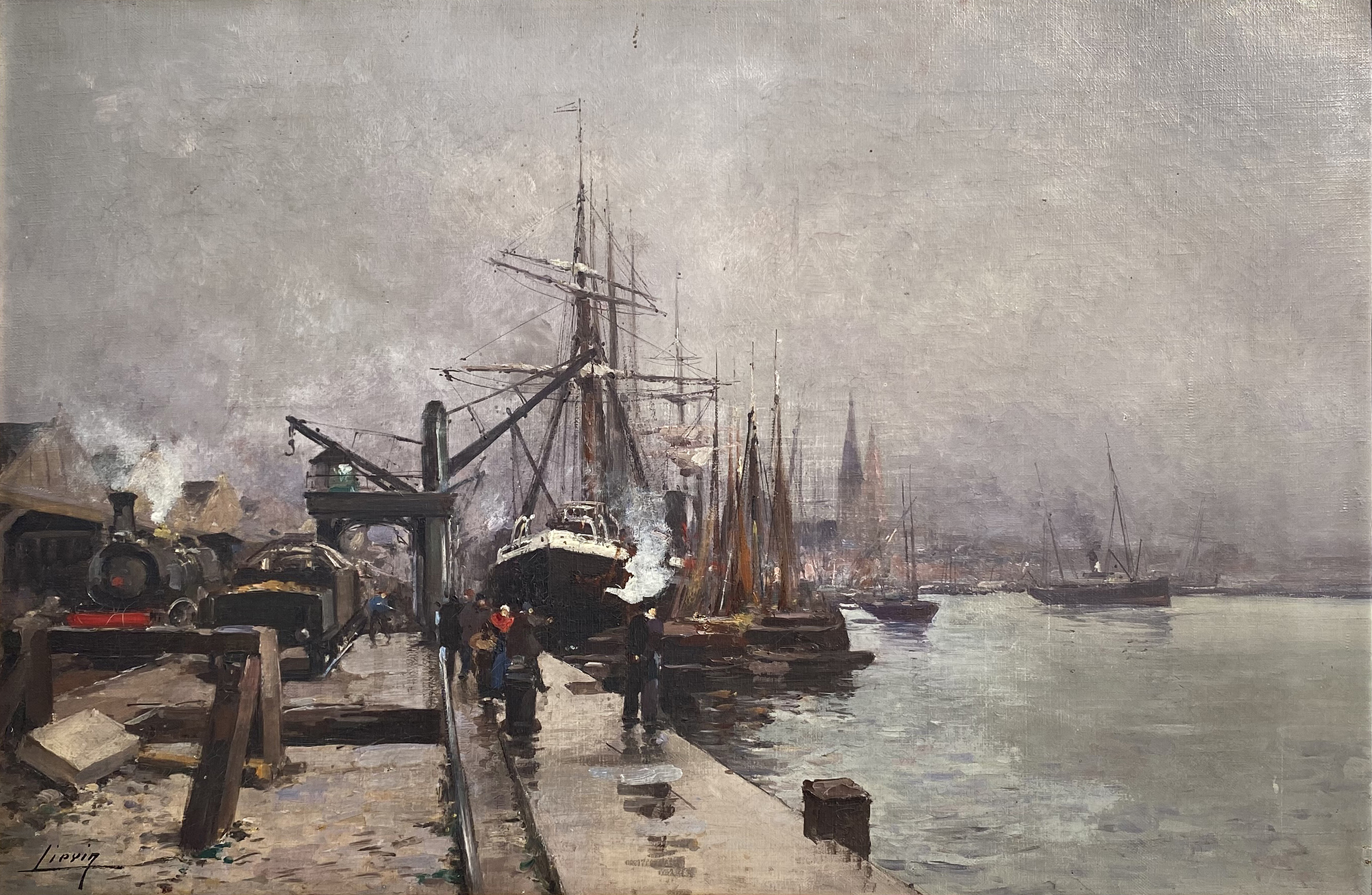
Dans le port d'hiver
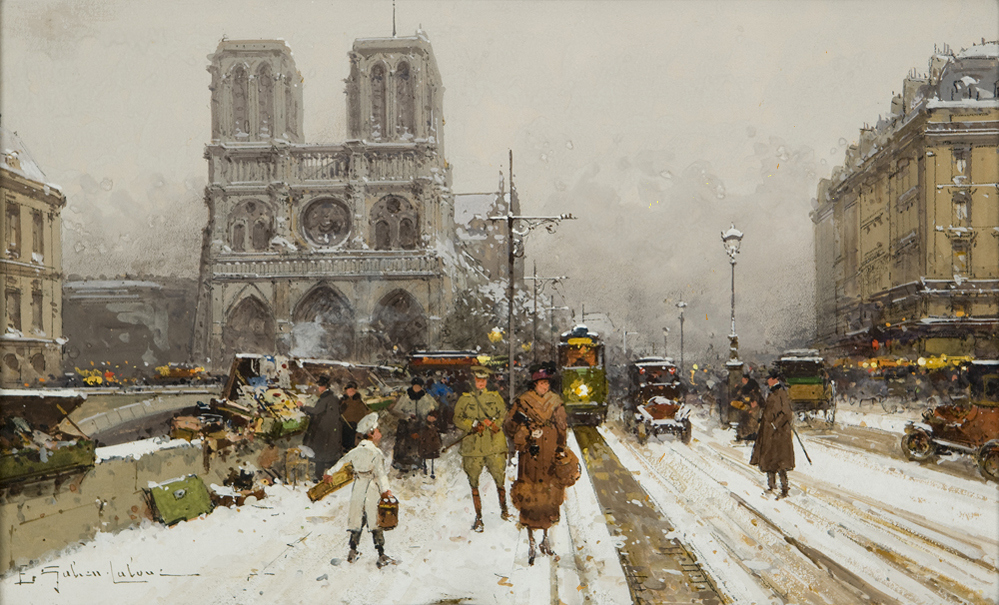
Cathédrale Notre-Dame de Paris sous la neige
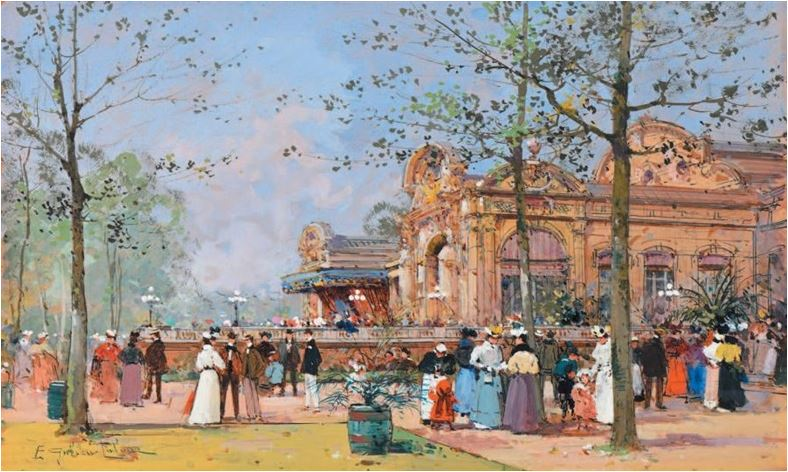
Un coin du casino de Vichy